# エドワード・ホワイト
エドワード・ヒギンズ・ホワイト2世（Edward Higgins White, II、1930年11月14日 - 1967年1月27日）はアメリカ空軍の将校で、アメリカ航空宇宙局の宇宙飛行士である。180cm、80kg。1965年6月3日、彼はアメリカ人初の宇宙遊泳を行った。ホワイトは、アポロ1号の訓練中の事故で死亡し、死後に宇宙名誉勲章を授与された。それ以前にも、ジェミニ4号の飛行に対して、NASA宇宙飛行メダルを受章している。

## 伝記
ホワイトはテキサス州サンアントニオで生まれ、ボーイスカウトに入団した。1952年には陸軍士官学校で学士号を取り、1959年にミシガン大学で航空工学の修士号を取得した。その後アメリカ空軍で中佐となり、F-86とF-100のパイロットとなった。ホワイトは航空システム部門の試験パイロットとなり、3000時間以上の飛行をこなした。Patricia Finegan Whiteと結婚し、2人の子供Bonnie LynnとEdward IIIがいる。

## NASAでのキャリア

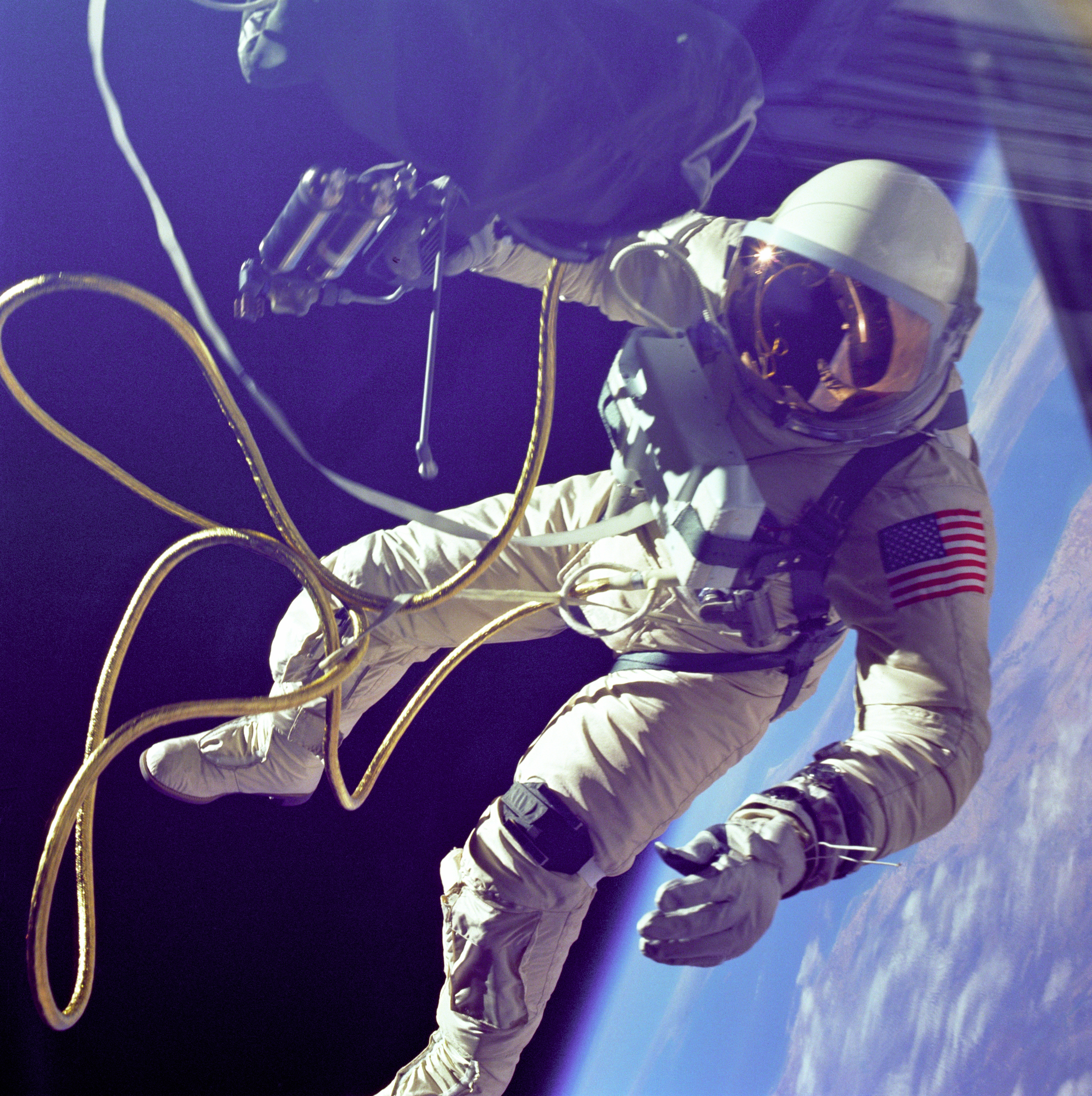
ジェミニ4号でアメリカ人初の宇宙遊泳をするエドワード・ホワイト

彼は1962年に第2期の宇宙飛行士に選ばれた。ジェミニ4号のパイロットとして、彼は1965年6月3日にアメリカ人初の宇宙遊泳を行った。船外活動中、予備の耐熱グローブが宇宙船から外に出て行ってしまい、現在もスペースデブリとなっている。後にジェミニ7号でもバックアップを務めた。
ホワイトはアポロCMS飛行システムの専門家でもあった。ジェミニプログラムの通常の順番では、ホワイトはジェミニ10号のコマンドパイロットを務めるはずだったが、1966年に昇進し、アポロ1号のコマンドモジュールパイロットとなった。

## 死

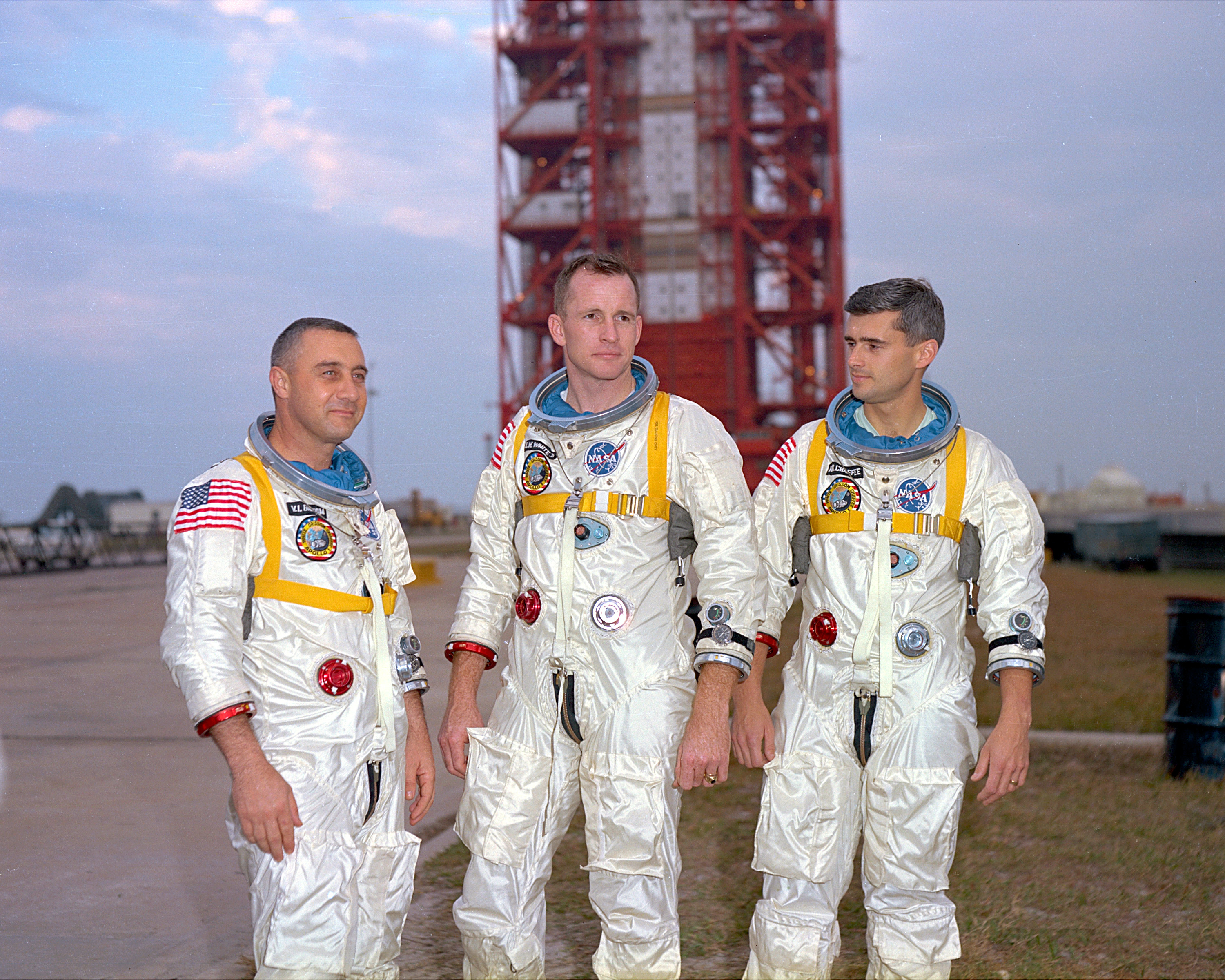
アポロ1号の乗組員

彼は、フロリダ州ケネディ宇宙センターでのアポロ1号の訓練中の火災に巻き込まれ、同僚のガス・グリソム、ロジャー・チャフィーとともに死亡した。彼はウェスト・ポイント墓地に埋葬され、1997年には合衆国名誉宇宙飛行士勲章を授与された。グリソムとチャフィーはアーリントン国立墓地に埋葬された。ホワイトは2009年7月に「航空の殿堂」入りした。

## その他
- ホワイトの名前にちなんだ学校が各地にある。
  - Edward H. White Career Academy（シカゴ）
  - Edward H. White Middle School（サンアントニオ）
  - Ed White Elementary School （エルラーゴ）
  - Ed White Memorial High School（リーグシティ）
  - Edward H. White Senior High School（ジャクソンビル）
  - Ed White Middle School （ハンツビル）[4]
  - Kemps Landing Magnet School in Virginia Beach, VA
- セントピーターズバーグにはEdward White Hospitalがある。
- フラトンにはEdward H. White II Parkがある[5]。
- ロングビーチ沖合に人工島Island Whiteがある。
- マーズ・エクスプロレーション・ローバーの着陸地点であるコロンビアメモリアルステーションの11.2km北西の丘はWhite Hillと名づけられた。
- 1967年9月にアメリカ合衆国郵便公社から、アメリカ人初の宇宙遊泳を記念して、記念切手が発売された[6]。デザインが2枚に分割された切手がアメリカ合衆国郵便公社から発売されたのは初めてであった。
- 1995年の映画アポロ13ではSteven Rugeが、1998年のドラマフロム・ジ・アース/人類、月に立つでは、クリス・アイザックが、2018年の映画ファースト・マンではジェイソン・クラークがそれぞれ彼の役を演じた。